# Формантный фильтр
Формантный фильтр — система резонансных фильтров, предназначенная для генерации речевого сигнала с заданной фонетической структурой. Формантный фильтр является одним из ключевых компонентов в системах синтеза речи и речеподобных сигналов.
В основу структуры формантного фильтра заложена упрощённая модель голосового тракта. В соответствии с моделью, голосовой тракт представляет собой резонатор с несколькими пиками АЧХ, частоты которых определяют вид произносимой фонемы. Эти пики АЧХ получили название форманты. Пример спектра фонемы «А»:
Формантный фильтр создаёт формантные области в спектре входного сигнала с помощью нескольких параллельно соединённых полосовых или фазовых фильтров. Количество звеньев в схеме определяет порядок формантного фильтра. Схема формантного фильтра третьего порядка:
Чтобы синтезировать речевой сигнал, соответствующий определённой фонеме, необходимо настроить центральную частоту каждого полосового фильтра системы на соответствующую частоту форманты. Таблица частот формант для некоторых фонем (приведённые значения для других голосов, как правило, отличаются):
| Фонема | Первая форманта, Гц | Вторая форманта, Гц | Третья форманта, Гц |
| ------ | ------------------- | ------------------- | ------------------- |
| «и»    | 270                 | 2300                | 3000                |
| «е»    | 400                 | 2000                | 2550                |
| «а»    | 660                 | 1700                | 2400                |
| «у»    | 640                 | 1200                | 2400                |

Входным воздействием для формантного фильтра могут служить различные сигналы с различной окраской тембра. Основными параметрами входного сигнала являются частота повторения и ширина спектра. Частота повторения определяет высоту тона синтезируемой фонемы и лежит в пределах от 200 Гц до 2000 Гц. При этом нижние частоты данного диапазона соответствуют тембру мужского голоса, верхние — женского. Занимаемый входным сигналом диапазон частот должен быть как можно шире. В качестве такого сигнала часто используется импульсная последовательность.
Пример входного и синтезированного звуковых сигналов для фонемы «и».
Входной сигнал:

Синтезированный сигнал: